# Porcelaine d'Arras
L'entreprise de production de porcelaine des sœurs Delemer (Louise, Marguerite, Robertine et Constance) débute à Arras en 1770 rue de la Comédie. Dissoute en 1790, la porcelaine de la manufacture dont la particularité est d'être fabriquée avec du bleu de cobalt, est aujourd'hui reconnue comme objet d'art.

## Historique
En 1770, Louise, Marguerite, Robertine et Constance Delemer, filles du marchand de faïence Adrien-Noël Delemer, fondent une manufacture de porcelaine à Arras, dans le but de rivaliser avec la production croissante de la manufacture de Tournai et de répondre à la forte demande de porcelaine, un matériau très prisé au XVIIIᵉ siècle. D’abord établies rue Royale, elles ouvrent leur atelier rue de la Comédie (actuelle rue Désiré-Bras) où elles développent leurs premières créations,.
Dès le lancement de leur entreprise, elles sollicitent une subvention de 20 000 livres auprès des États d’Artois afin de structurer leur production. L’ensemble du processus de fabrication, du broyage des matières premières à la cuisson et la peinture, est réalisé sur place, nécessitant des équipements spécialisés et une main-d’œuvre qualifiée.
Dans le même temps, Joseph François Boussemart (ou Boussemaert), faïencier lillois, tente d’établir une manufacture de porcelaine à Arras. Confronté à des difficultés, il s’associe aux sœurs Delemer. Toutefois, cette collaboration est de courte durée, puisque dès 1772, les sœurs Delemer deviennent les uniques propriétaires de la manufacture et la transfèrent rue d'Amiens, au lieu-dit « Le Refuge d’Étrun ». Malgré ce changement, l’entreprise peine à prospérer.
Ce nouvel emplacement bénéficie d’un moulin à broyer, installé dans la cour pour faciliter la transformation des matières premières. Dès 1774, l’entreprise emploie huit ouvriers et douze manœuvres et se forge une réputation dans la région. En 1776, une annonce dans l’Almanach historique et géographique d’Artois met en avant la qualité et la résistance au feu de leur porcelaine.
En 1784, afin de stimuler la production locale et concurrencer la manufacture de Tournai, Charles-Alexandre de Calonne, alors intendant de la Flandre et de l’Artois, apporte son soutien financier aux sœurs Delemer.
Malgré ces réussites, la manufacture fait face à des défis croissants : coûts de production élevés, difficultés techniques et concurrence accrue. De plus, les barrières douanières imposées par les Cinq Grosses Fermes soumettent leurs pièces aux mêmes taxes que celles de Tournai, compliquant leur distribution sur le marché français. Finalement, le 22 septembre 1790, la manufacture cesse son activité, probablement en raison de l’âge avancé des fondatrices et de l’absence de repreneur.

## Un style distinctif
La porcelaine des sœurs Delemer, également appelée porcelaine d’Arras, est une porcelaine tendre principalement dédiée à la vaisselle de table. Elle se distingue par son « bleu d’Arras », une teinte obtenue grâce au cobalt local, et porte la signature « AR »,. Ses décors raffinés incluent des motifs emblématiques tels que les myosotis, les cinq bouquets, la corbeille fleurie, la haie et le motif dit de Monsieur de Calonne.

## Héritage et reconnaissance
Au XXᵉ siècle, l’industrie de la porcelaine à Arras connaît un renouveau grâce à Henri Caudron (1902-1977), qui remet au goût du jour le savoir-faire lié au bleu d’Arras,. Des collectionneurs tels qu’Octave Petit (1828-1881) et Émile Souilliart (1854-1911) contribuent également à la reconnaissance de ces porcelaines comme des objets d’art.